# لاسي جنسن
لاسي جنسن هو لاعب غولف دنماركي، ولد في 6 سبتمبر 1984 في هيليرود في الدنمارك.

## وصلات خارجية
- لاسي جنسن على موقع رابطة أوروبا للاعبي الغولف المحترفين (الإنجليزية)
- لاسي جنسن على موقع التصنيف العالمي الرسمي للغولف (الإنجليزية)